# Silz (Renania-Palatinato)
Silz è un comune di 793 abitanti della Renania-Palatinato, in Germania.
Appartiene al circondario (Landkreis) della Weinstraße Meridionale (targa SÜW) ed è parte della comunità amministrativa (Verbandsgemeinde) di Annweiler am Trifels.